# Instytut Badania Współczesnych Problemów Kapitalizmu
Instytut Badania Współczesnych Problemów Kapitalizmu - instytucja badawcza istniejąca w Warszawie w latach 1969-1985. Istnieje o niej niewiele informacji, m.in. że był to instytut partyjny (PZPR) lub że wchodził w skład RSW Prasa-Książka-Ruch.
Według danych z bazy Archiwum Akt Nowych i zachowanych dokumentów instytut ten tworzył plany, sprawozdania, analizy, a także wydawał książki, biuletyny, bibliografie, opracowania, tłumaczenia oraz periodyki - „Współczesny Kapitalizm” i „Kapitalizm”', „Archiwum Przekładów i Opracowań” (1981-1989). 
Niekiedy podawana jest jego inna nazwa - Instytut Badania Podstawowych Problemów Kapitalizmu (prawdopodobnie przez analogię do Instytutu Podstawowych Problemów Marksizmu-Leninizmu). Tygodnik Wprost wskazuje inny rok utworzenia instytutu (1975), jako jego szefa (dyrektora) - Andrzeja Ławrowskiego, a jako  wicedyrektora - Longina Pastusiaka, który wydawał w nim książki dotyczące kapitalizmu.